# Vesicularia chlorotica
Vesicularia chlorotica är en bladmossart som beskrevs av Brotherus 1908. Vesicularia chlorotica ingår i släktet Vesicularia och familjen Hypnaceae. Inga underarter finns listade i Catalogue of Life.